# 責任限定契約
責任限定契約（せきにんげんていけいやく）とは、日本の株式会社において、株式会社と非業務執行取締役等とが、損害賠償責任の限度額をあらかじめ定めることのできる契約である（会社法427条）。

## 概要
株式会社の役員等（取締役、会計参与、監査役、執行役、会計監査人）は、その任務を怠ったとき（任務懈怠行為）には、株式会社に対し、これによって生じた損害を賠償する責任を負う（会社法423条）。ただし、一定の要件を満たすことにより、その責任の一部を免除すること（責任軽減）ができ、その1つが、非業務執行取締役等に認められた責任限定契約である。

## 対象者
非業務執行取締役等とは、取締役（業務執行取締役等であるものを除く）、会計参与、監査役、会計監査人をいう（会社法427条1項）。
2014年（平成26年）の会社法改正前は、社外取締役と社外監査役のみが責任限定契約の対象者だった。

## 締結
定款の定めにより、会社と非業務執行取締役等とが契約を締結することにより、その非業務執行取締役等が職務を行うにつき、善意でかつ重大な過失がないときについて、責任の限度額を定めることができる（会社法427条1項）。その限度額は、定款で定めた額の範囲内であらかじめ株式会社が定めた額と最低責任限度額との、いずれか高い額とする（同項）。
株式会社の設立の登記において、非業務執行取締役等が負う責任の限度に関する契約の締結についての定款の定めを登記しなければならない（同法911条3項25号）。
定款を変更して、この定めを設ける議案を株主総会に提出する際には、あらかじめ監査役全員の同意が必要となる（同法427条3項）。

## 手続
この契約を締結した株式会社が、契約の相手方である非業務執行取締役等の任務懈怠行為により損害を受けたことを知ったときは、その後最初に招集される株主総会において、次に掲げる事項を開示しなければならない（会社法427条4項）。
- 責任の原因となった事実及び賠償の責任を負う額
- 免除することができる額の限度及びその算定の根拠
- 契約の内容及び契約を締結した理由
- 任務懈怠行為によって生じた損害のうち、非業務執行取締役等が賠償する責任を負わないとされた額

## 失効
責任限定契約を締結した非業務執行取締役等が、株式会社の業務執行取締役等に就任したときは、その契約は、将来に向かってその効力を失う（427条1項）。

## 特徴
責任限定契約を締結した場合は、他の責任軽減制度と違い、善意でかつ重大な過失がないという要件を満たせば契約内容が適用される。そのため、社外役員がその職務である監督機能を発揮した結果、それを快く思わない代表取締役の恣意的な対応によってこの規定の適用が左右されるようなことがない。この点において、社外役員の人材確保につながるとされている。